# Masterpeace
Albums de Metal Church
Live The Weight of the World
Masterpeace est le sixième album studio du groupe de heavy metal américain Metal Church. Sorti en 1999, il n'a pas rencontré le succès escompté en raison de l'absence de tempo speed sur tout l'album, le groupe s'étant pourtant fait apprécier dans les années 1980-1990 pour ses albums de speed metal. De plus, cette période des années fin 1990-début 2000 voit exploser le nu metal qui, succédant au grunge, continue, à son tour, de rendre le metal traditionnel obsolète.

## Titres
1. Sleeps With Thunder - 6:01
2. Falldown - 4:37
3. Into Dust - 4:15
4. Kiss For The Dead - 6:50
5. Lb Of Cure - 4:32
6. Faster Than Life - 4:51
7. Masterpeace (instrumental) - 1:54
8. All Your Sorrows - 5:40
9. They Signed In Blood - 7:27
10. Toys In The Attic (reprise d'Aerosmith) - 3:14
11. Sand Kings - 4:37

## Composition du groupe
- David Wayne : chant
- Kurdt Vanderhoof : guitare
- John Marshall : guitare
- Duke Erickson : basse
- Kirk Arrington : batterie